# Resident Evil: Revelations
Resident Evil: Revelations (w Japonii wydana jako BioHazard: Revelations) – japońska gra komputerowa wyprodukowana przez Capcom oraz przez nią wydana 26 stycznia 2012.

## Fabuła
Fabuła gry rozgrywa się między wydarzeniami z Resident Evil 4 i Resident Evil 5.
Gracz wciela się w Chrisa Redfielda i Jill Valentine, wykonują oni misję na statku pasażerskim. Gracz poznaje organizację walczącą z bioterroryzmem – BSAA.